# Philipp Ahner
Philipp Ahner (* 1975 in Deutschland) ist ein deutscher Musikpädagoge und Musikwissenschaftler.

## Person
Philipp Ahner ist Professor für Musikpädagogik und Musikdidaktik im Kontext digitaler Medien am Landeszentrum Musik-Design-Performance und Prorektor der Hochschule für Musik Trossingen. Seine  Forschungsschwerpunkte liegen in der musikdidaktischen Forschung mit digitalen Medien im Jugendalter und in der Lehrerbildung. Der promovierte Musikpädagoge studierte Musik- und Handelslehre in Mannheim. In seinen beruflichen Stationen war er Professor für Fachdidaktik an der Hochschule für Musik Detmold, Ausbildungslehrer am Seminar für Lehrerbildung und Didaktik Weingarten,  Musiklehrer in der gymnasialen Oberstufe am Beruflichen Schulzentrum Wangen, Leiter der Meersburger Sommerakademie und diverser Lehrgänge an den Musikakademien in Baden-Württemberg, Hornist in verschiedenen Kulturorchestern, Musiklehrer an Musikschulen, Intendant und Vorsitzender der Opernbühne Allgäu und Mitarbeiter im Nationaltheater Mannheim.
Im Sommer 2023 wurde er von der Hochschule für Musik, Theater und Medien Hannover zum Nachfolger der Präsidentin Susanne Rode-Breymann gewählt und das Ergebnis wurde öffentlich verkündet. Nach öffentlicher Kritik an der Wahl wurden bald Formfehler während des Berufungsverfahrens bemängelt, die Wahl wurde für ungültig erklärt. Bei der Wahl des Senats im Juli 2023 erhielt [Oliver] Wille eine Stimme weniger als der externe Kandidat Ahner. Nach der Entscheidung des Verwaltungsgerichts Hannover hätte nun die direkte Wahl zwischen den beiden wiederholt werden müssen – die vorangegangene Auswahl der Kandidaten wäre nicht von der gerichtlichen Entscheidung betroffen gewesen.